# Grass Lake n.º 381
Grass Lake n.º 381 es un municipio rural canadiense situado en la provincia de Saskatchewan.

## Superficie
Grass Lake n.º 381 tiene una superficie de 772,9 km².

## Demografía
En 2021, tenía 389 habitantes, una densidad poblacional de 0,5 hab./km², y 183 viviendas.